# 史考特·朗恩
史考特·朗恩是一位出現在漫威漫畫中的虛構超級英雄。首次出現於《復仇者》第181期（1979年），亦是繼亨利·皮姆之後的第二位使用蟻俠稱號的人。

## 故事
史考特·朗恩是一位電子學方面的專家，曾經因為搶劫而入獄，但在監獄裡發奮讀書，出獄後加入了史塔克工業，還為復仇者聯盟的總部設計了警報裝置。後來他為了給心臟衰弱的女兒凱西籌集手術費而潛入了漢克·皮姆的住所，偷走了蟻人的制服和縮小方程式粒子。當時他想劫持一位名醫，豈料卻誤打誤撞地救了那位名醫。他之後向漢克自首，漢克得知他為了救愛女而原諒了他並送了蟻人的裝備給他，希望他能以此行善。
史考特於是以第二代蟻人的身份加入復仇者聯盟，但妻子卻和他離婚並把女兒帶走了；史考特和其在復仇者聯盟的隊友紅心傑克（Jack of Hearts）關係很差，但紅心傑克最終救了凱西。紅心傑克由於自身的問題自殺後，緋紅女巫引發「復仇者解散」，用紅心傑克的屍體炸毀了總部，史考特就此犧牲。

## 能力
蟻人可以透過皮姆粒子改變身體的大小，能變得像螞蟻一般大或數十米高的巨人，亦可以利用掛在腰間含有皮姆粒子的小圓盤改變其他東西的大小。
蟻人的頭盔設有和螞蟻通訊的能力，可以控制螞蟻進行各種任務。

## 其他媒體

### 電影
- 漫威電影宇宙：由保羅·路德飾演二代蟻人史考特·朗恩（英语：Scott Lang (Marvel Cinematic Universe)）[1]。
  - 《蟻人》（2015年）
  - 《美國隊長3：英雄內戰》（2016年）：因蘇科維亞協定使復仇者聯盟內部分裂觸發內戰時，之前和山姆交手後被他看上身手而加入以美國隊長為首的反對派，和以鋼鐵人為首的贊成派交戰，被捕後關入浮沉監獄（英语：The Raft (comics)），後為隊長劫獄逃出，但為了家人而自首獲准返回美國。
  - 《蟻人與黃蜂女》[2]（2018年）：在家中軟禁，於結局彩蛋中進入量子領域抽取能量醫治艾娃時，因為漢克一家灰飛煙滅而困在量子領域。
  - 《復仇者聯盟：終局之戰》（2019年）：一隻老鼠啟動了量子隧道而返回現實世界，發現已經是五年後的世界及有很多人失踪。
  - 《蟻人與黃蜂女：量子狂熱》（2023年）
  - 《復仇者聯盟：末日之戰》（2026年）

### 電視
- 「蟻人」史考特·朗恩與浩克出現在Coke Mini廣告中，該廣告在第五十屆超級盃期間首播，由電影演員保羅·路德配音。
- 《蟻人（英语：Ant-Man (2017 TV series)）》：「蟻人」史考特·朗恩由喬許·基頓（英语：Josh Keaton）配音。
- 漫威電影宇宙：由保羅·路德飾演史考特·朗恩。
  - 《無限可能：假如…？》第一季（2021年）[3]：動畫劇集，配音演出。

### 遊戲
- 《漫威：未來之戰》：手機遊戲，史考特·朗恩是玩家可使用角色之一。
- 《漫威超級戰爭》

### 遊樂設施
- 蟻俠與黃蜂女：擊戰特攻！：由保羅·路德飾演史考特·朗恩。
- 《復仇者聯盟：量子邂逅》（Avengers: Quantum Encounter）：迪士尼郵輪用餐體驗，由保羅·路德飾演史考特·朗恩。

### 腳註
1. ↑  . SUPERHEROHYPE. 2014年1月23日  [2016年5月4日]. （原始内容存档于2016年3月5日）.
2. ↑  .   [2018-02-01]. （原始内容存档于2018-01-16）.
3. ↑  Mancuso, Vinnie. . Collider. 2019-07-20  [2019-07-27]. （原始内容存档于2019-07-21） （美国英语）.

### 外部連結
- Marvel Graphic Novels and Related Publications: An Annotated Guide to Comics ...（页面存档备份，存于）
- Edgar Wright Teases Scott Lang For Ant-Man Movie
- Scott Lang Discovers the Ant-Man Suit in First "Ant-Man" Clip（页面存档备份，存于）
- The Black order, Winter Soldier, Ant-Man and more to feature in the second season of Avengers Assemble（页面存档备份，存于）

## 外部連結
- Ant-Man (Scott Lang)（页面存档备份，存于） at Marvel.com
- Marvel Directory: Ant Man II（页面存档备份，存于）